# Николай Щал
Николай Карлович Щал (на руски: Николай Карлович Шталь) е руски офицер, генерал-лейтенант. Участник в Руско-турската война (1877-1878).

## Биография
Николай Щал е роден на 17 януари 1829 г. в семейство на потомствен дворянин от Санктпетербургска губерния. Посвещава се на военното поприще. Завършва Главното инженерно училище и Николаевската военно-инженерна академия (1847, 1849). Произведен е в първо офицерско звание прапощик.
Служи в Управлението на инженерните войски, Лейбгвардейския сапьорен батальон (1855), завеждаш на Галваническото заведение (1857), завеждащ на Градския телеграф на Санкт Петербург (1858), Главното общество на руските железници (1863). Повишен е във военно звание генерал-майор от 1873 г. Завеждащ на военния и полицейски телеграф на Санкт Петербург (1873).
Участва в Руско-турската война (1877-1878). Началник на Отдела по пощи и телеграф към полевото управление за военни съобщения на Действуващата Руска армия на Балканския полуостров от 2 ноември 1876 г. За добро осигуряване на полевите военни съобщения е награден с орден „Света Ана I ст.“ (1877). Остава в Княжество България до края на 1879 г.
Излиза в оставка с повишение във военно звание генерал-лейтенант през 1883 г.